# Ingrid Swartling
Ingrid Swartling, född 13 maj 1919 i Karlshamn, död 31 augusti 1972 i Hedvig Eleonora församling i Stockholm, var en svensk konsthistoriker och antikvarie.
Ingrid Swartling var dotter till Nils Swartling och Dagmar, född Erikson.
Hon studerade konsthistoria vid Stockholms högskola och blev fil. kand. 1948 och fil. lic. 1954. I sin licentiatavhandling Haaken Gulleson och hans verkstad: ett bidrag till studiet av Norrlands senmedeltida träskulptur, utgiven  1956, inriktade hon sig på medeltida kyrkokonst. I senare forskning ägnade hon sig särskilt åt cisterciensordens kyrkor och kloster i Sverige, bland annat i Alvastra, Nydala och Roma. En studie av Varnhem var förberedd men hann inte slutföras innan hon avled. Swartling hade många internationella kontakter och blev även erkänd internationellt som specialist på cisterciensisk byggnadskonst. Ingrid Swartling var anställd vid Statens historiska museums medeltidsavdelning från 1953 och var även redaktör för Fornvännen från 1966.